# Привілля (Синельниківський район)
Приві́лля — село в Україні, у Синельниківському районі Дніпропетровської області. Входить до складу Покровської селищної громади. Населення становить 43 особи. Колишній орган місцевого самоврядування — Вишнівська сільська рада.

## Географія
Село Привілля знаходиться на правому березі річки Янчул, вище за течією на відстані 3 км розташоване село Красногірське (Пологівський район), нижче за течією на відстані 1 км розташоване село Кирпичне. По селу протікає пересихаючий струмок з загатою.

## Історія
Виникло в першій чверті ХХ століття в степу, що зумовило його назву. Привілля — це широкий роздольний простір.
12 червня 2020 року, відповідно до розпорядження Кабінету Міністрів України № 709-р від «Про визначення адміністративних центрів та затвердження територій територіальних громад Дніпропетровської області», увійшло до складу Покровської селищної громади.
19 липня 2020 року, в результаті адміністративно-територіальної реформи і ліквідації Покровського району, село увійшло до складу новоутвореного Синельниківського району.